# Minitérmino
Un minitérmino (minterm) es una expresión algebraica booleana de n variables booleanas (ej: bits) que solamente se evalúa como verdadera (1) para una única combinación de esas variables, es la expresión opuesta a la maxterm
La notación es la siguiente:
{\displaystyle \Sigma m(x_{1},\,x_{n})}
| {\displaystyle x_{1}\,} | {\displaystyle x_{2}\,} | Coincidencia |
| ----------------------- | ----------------------- | ------------ |
| 0                       | 0                       | 1            |
| 0                       | 1                       | 0            |
| 1                       | 0                       | 0            |
| 1                       | 1                       | 1            |

esto es
{\displaystyle \Sigma m(0,\,3)}
ya que la primera fila (0) y la última (3) tiene como valor 1 del minitérmino.
Un minitérmino se forma multiplicando (AND lógico) todas las variables, negando aquellas que valen 0 en la combinación para la cual queremos que el minitérmino valga 1. Para n variables booleanas, existen {\displaystyle 2^{n}} minitérminos, uno para cada posible combinación de ellas.
Se emplean para obtener la forma canónica disyuntiva de una función lógica.

## Notación abreviada
Es habitual emplear la notación mi para referirse al minitérmino i-ésimo en concreto. El minitérmino i es aquel que vale 1 sólo para la combinación de variables booleanas que codifican en base 2 dicho número i.
Por ejemplo:

- Para 3 variables {a,b,c}, el minitérmino m5 será aquel que solamente vale 1 para la combinación abc=101(=5 en base 2), esto es, m5=a.b.c
- Para 4 variables {a,b,c,d}, el minitérmino m5 es m5=a.b.c.d (abcd=0101=5)
- El minitérmino m13 para 5 variables será m13=a.b.c.d.e (abcde=01101=13)

## Ejemplo
Basados en una función de 3 variables (a, b, c), y considerando la dificultad de poner el negado de una variable como una barrita superior (aunque el apóstrofo es también utilizado), tenemos lo siguiente:

f(a,b,c) = (a+bc+ac)b <-Forma no normalizada

+Intentaremos expresarlo en mintérminos, por lo cual demanda una interpretación normalizada de Suma de Productos (Normalizada = SP)
| Expresión             | Comentarios                                               |
| --------------------- | --------------------------------------------------------- |
| = (a+bc+ac)b          | Variable "b" entre paréntesis se incluye en cada producto |
| = (a*b)+(bc*b)+(ac*b) | Eliminar signo de multiplicación                          |
| = (ab)+(bbc)+(abc)    | Eliminar términos por ley de identidad                    |
| = (ab)+(abc)          | Forma normalizada (SP)                                    |

+Intentaremos expresarlo en minitérminos, basados de la forma normalizada "Suma de Productos"
| Expresión             | Comentarios                                |
| --------------------- | ------------------------------------------ |
| = (ab)+(abc)          | Agregar variables faltantes a cada término |
| = (ab)*(c+c)+(abc)    | Despejar en la forma SP                    |
| = (ab*c)+(ab*c)+(abc) | Eliminar signo de multiplicación           |
| = (abc)+(abc)+(abc)   | Forma canónica                             |
| = m7 + m6 + m3        | Forma expresada en suma de mintérminos     |
| = m(3,6,7)            | Forma en función de mintérminos            |

+De este modo tenemos los mintérminos, lo cual facilita (sobre todo cuando son 3 o más variables) encontrar la solución de la función. En la tabla de verdad, los mintérminos se representan con un 1 cuando están presentes. Recordemos que cada negado en cada término vale 0.
+He aquí la comprobación:
| a | b | c | (a+bc+ac)b | min |
| - | - | - | ---------- | --- |
| 0 | 0 | 0 | 0          | 0   |
| 0 | 0 | 1 | 0          | 0   |
| 0 | 1 | 0 | 0          | 0   |
| 0 | 1 | 1 | 1          | 1   |
| 1 | 0 | 0 | 0          | 0   |
| 1 | 0 | 1 | 0          | 0   |
| 1 | 1 | 0 | 1          | 1   |
| 1 | 1 | 1 | 1          | 1   |

Recuerde que la lógica empleada en los mintérminos es exactamente opuesta a la aplicada en los maxtérminos.